# Ugo I di Toscana
Ugo I di Toscana (fl. X secolo) fu marchese di Toscana dal 961 al 973 circa.

## Biografia
Ugo era figlio del conte Suppone il Nero e di una figlia del conte Ubaldo.
Essendo in conflitto con i Bosonidi, ai quali aveva sottratto il trono, il re Berengario II d'Italia decise di concedere l'ufficio marchionale ai suoi fideles Ildebrando e Ugo. Pertanto, quest'ultimo contese il controllo della marca di Tuscia al bosonide Uberto, nel frattempo schieratosi con Ottone I.
Le attestazioni documentarie di Ugo sono rare e oltre a comparire in due atti privati del 955 e del 972, il marchese è menzionato in un diploma redatto a Verona nel maggio 961, rilasciato da re Berengario II a favore del monastero della Vangadizza, nel territorio del comune di Badia Polesine. Inoltre, Ugo fu il fondatore nel 960 del monastero di Santa Maria di Petroia, nel territorio di Città di Castello.
Non è noto quando Ugo abbia cessato di svolgere il suo ufficio e quando sia morto, ma molto probabilmente continuò a essere attivo in Toscana sino alla morte di Ottone I, dato che, una volta salito al trono, Ottone II decise di assegnare ufficialmente la marca di Toscana al bosonide Ugo II, figlio del defunto Uberto.

## Discendenza
È probabile che Ugo abbia sposato una figlia del conte di Pistoia Guido I, dalla quale ebbe almeno un figlio, a sua volta chiamato Guido, il quale fu il padre del marchese Ranieri di Toscana.